# パール判事の日本無罪論
『パール判事の日本無罪論』（パールはんじのにほんむざいろん）は、東京裁判の判事の中で唯一被告人全員の無罪を主張したラダ・ビノード・パールの意見について解説した田中正明の著書。

## 書誌情報
- 田中正明『パール博士の日本無罪論』慧文社、1963年
  - 改題『パール判事の日本無罪論』小学館文庫、2001年 ISBN 978-4094025064
  - 『新板　パール判事の日本無罪論』小学館新書、2017年　ISBN 978-4098253050

## 内容
同著によれば東京裁判は国際法ではなく事後法により裁かれた戦勝国によるリンチと変わらない裁判であり、裁判そのものが無効であるという。
その他にも、インド独立時の逸話や東京裁判に対する著名人の意見等が巻末に載せられている。

## 評価
中島岳志は2007年『パール判事』で、田中の同書を批判し、小林よしのりや牛村圭と パール判決論争が起こった。